# TDF Group
TDF (sigla para TéléDiffusion de France rebatizado oficialmente para TDF em 2004) é uma empresa francesa que fornece os serviços de rádio e de televisão, serviços para operadoras de telecomunicações e outros serviços de multimídia: digitalização de conteúdo, codificação, armazenamento, etc
Sua sede está localizada em Paris.
Ele é o parceiro dominante no consórcio HDRR WiMAX. Também faz parte do Digital Radio Mondiale.